# Günter Staudt (Botaniker)

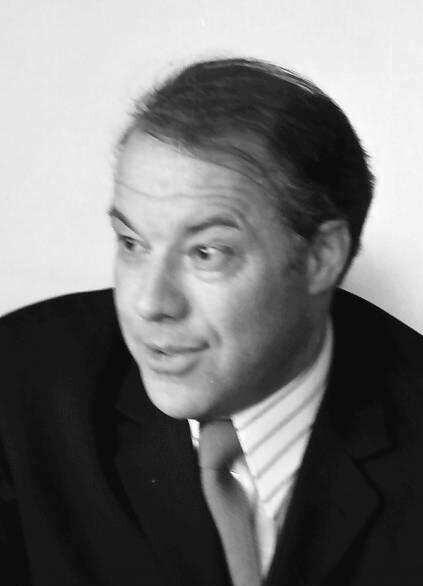
Günter Staudt (1974)

Günter Staudt (* 10. August 1926 in Berlin; † 22. Mai 2008 in Bad Krozingen) war ein deutscher Botaniker. Durch ihn wurde erstmals die Iturup-Erdbeere als oktoploide Wildart beschrieben. Sein offizielles botanisches Autorenkürzel lautet „Staudt“.
Staudt habilitierte 1966 an der Technischen Universität Berlin. Von 1967 bis 1974 war er Leiter der Abteilung für Genetik und Zytologie am Institut für Rebenzüchtung Geilweilerhof bei Siebeldingen und danach von 1974 bis 1991 Direktor des Staatlichen Weinbauinstituts Freiburg.
Schwerpunkte seiner Arbeit waren Wachstum, Genetik und Geschichte der Kulturpflanzen. Er zählte zu den renommierten Experten für Erdbeeren und Weinbau, aber auch für Weizen und Gerste.

## Werke
- Genetics and Evolution of heteroecy in Genus Fragaria. 1. Investigations on Fragaria orientalis. In: Zeitschrift für Pflanzenzüchtung. Band 58(3), 1967, S. 245–277.
- Genetics and Evolution of heteroecy in Genus Fragaria. 2. Interspecific crosses F. vesca X F. orientalis and F. viridis x F. orientalis. In: Zeitschrift für Pflanzenzüchtung. Band 58(4), 1967, S. 309–322.
- Genetics and Evolution of heteroecy in Genus Fragaria. 3. Investigations on hexaploid and octoploid species. In: Zeitschrift für Pflanzenzüchtung. Band 59(1), 1968, S. 83–102. (Dieser Aufsatz in drei Teilen ist die Habilitationsschrift an der Technischen Universität Berlin vom 19. Februar 1966)
- Eine spontan aufgetretene Großmutation bei Fragaria vesca L. In: Naturwissenschaften. Band 46(1), 1959, S. 23.
- Systematics and geographic distribution of the American strawberry species: taxonomic studies in the genus Fragaria (Rosaceae: Potentilleae). Univ. of Calif. Press, Berkeley [u. a.] 1999.
- Les dessins d'A. N. Duchesne pour son Histoire naturelle des fraisiers. Muséum Nat. d'histoire Naturelle, Paris 2003.